# Antarctische vissen
Antarctische vissen (Notothenioidei) zijn een onderorde van de baarsachtigen (Perciformes).

## Kenmerken

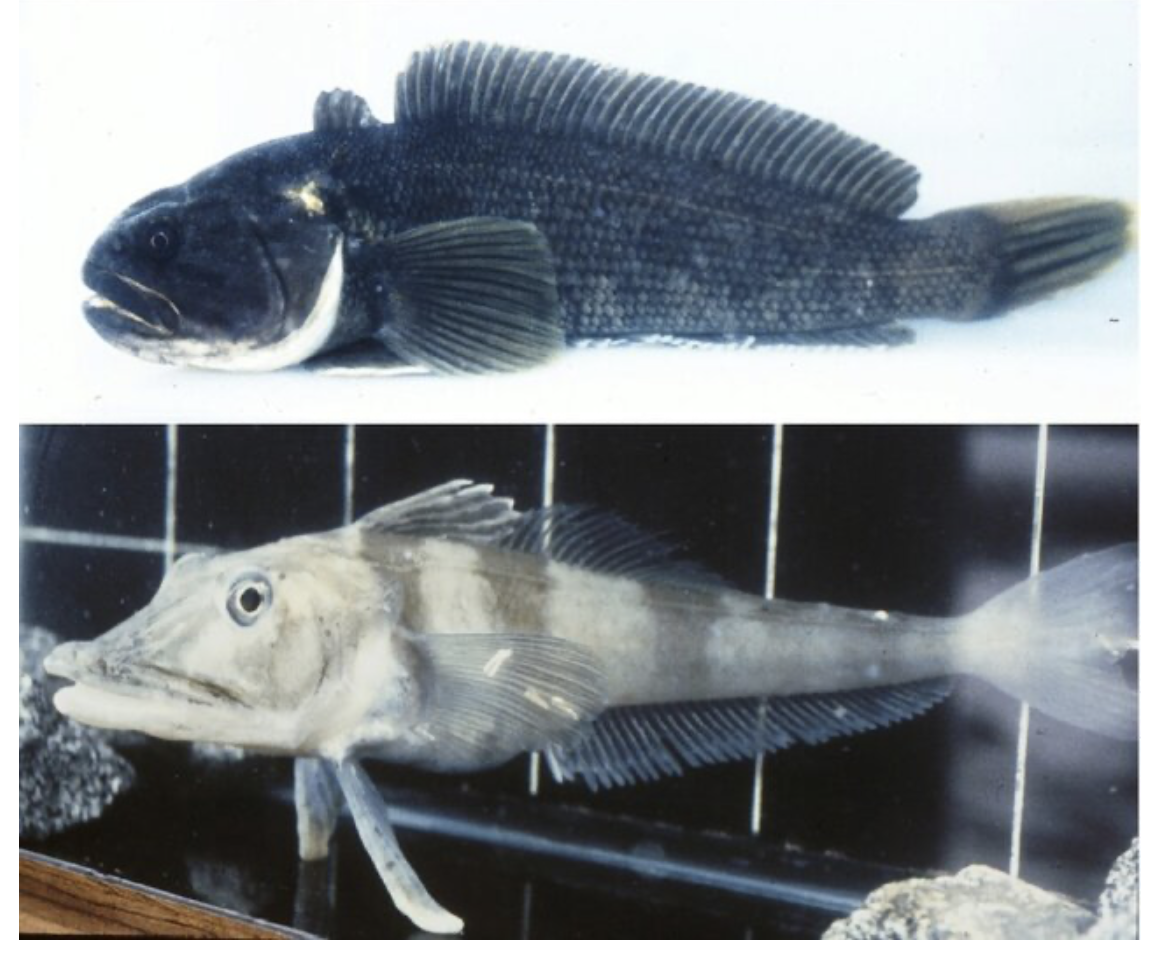
Representatieve Antarctische notothenioidei vis. De Antarctische kabeljauw, Notothenia coriiceps (boven), is roodbloedig en bezit een robuust gemineraliseerd skelet. De witbloedige ijsvis, Chaenocephalus aceratus (Zwartvinijsvis; onder), is bloedarm en met osteopenia. Foto's H. William Detrich (Northeastern University, Boston)

De Antarctische wateren worden gedomineerd door Notothenioidei ofwel Antarctische vissen. Het bloed van deze vissen bevat hoge concentraties antivries-eiwitten. Het gen hiervoor is ontstaan gedurende het kouder worden van de wateren rond de Zuidpool. Ze worden ook wel ijsvissen genoemd, maar die naam zou voorbehouden moeten blijven aan de soorten van de familie van de Krokodilijsvissen, ofwel Channichthyidae die ook tot de Antarctische vissen behoren. Deze ijsvissen bezitten niet alleen antivries-eiwitten, maar hebben ook hun rode bloedlichaampjes en hemoglobine verloren. Ze overleven dankzij de grote hoeveelheid zuurstof die in het water opgelost is en door fysiologische aanpassingen zoals een goed vertakt systeem van bloedvaten en haarvaten onder de huid.

## Taxonomie
De onderorde wordt onderverdeeld in de volgende families:
- Artedidraconidae (Gebaarde ijskabeljauwen)
- Bathydraconidae (Antarctische draakvissen)
- Bovichtidae (IJsvissen)
- Channichthyidae (Krokodilijsvissen)
- Eleginopidae (Draadvinijskabeljauwen)
- Harpagiferidae (IJskabeljauwen)
- Nototheniidae (IJskabeljauwen)
- Pseudaphritidae (IJsvissen)

De familie Channichthyidae, ofwel Krokodilijsvissen, zijn de enige echte ijsvissen, met "wit bloed". 

## Evolutie
Met het openen en de vorming van de Straat Drake tussen wat sindsdien de zuidelijke punt van Zuid-Amerika en het Antarctische schiereiland zijn, ontstond er een Antarctische circumpolaire stroom rond het continent Antarctica. Deze stroom ontstond tijdens de overgang van het Eoceen naar het Oligoceen, zo'n 30 miljoen jaar geleden. De circumpolaire stroom houdt het warme water weg waardoor het klimaat op Antarctica kouder werd.
Er bestaan fossielen van vissen die rond Antarctica leefden toen er nog een zacht klimaat heerste, zo'n 100 miljoen jaar geleden. De vissen die er leefden, stierven en lieten een niche achter, een lege plek in het ecosysteem die bestond uit extreem koud zuurstofrijk water. Er bestaat geen fossielenbestand van de huidige Antarctische vissen. Ze zouden geëvolueerd kunnen zijn daar waar het kouder werd, langs de kust van Antarctica sinds het begin van het Cenozoïcum, de laatste 66 miljoen jaar. De Notothenioidei stammen van een enkele voorouder af en vormen daarmee een monofyletische groep. Deze Antarctische vissen bestaan uit 130 tot 140 soorten en domineren met dit aantal en met hun biomassa de Antarctische fauna.
Hun genoom is rijk aan transposons. Deze stukken DNA, ook wel springende genen genoemd, die van de ene naar de andere locus in het genoom springen, kunnen makkelijk schade toebrengen aan bestaande sequenties maar ze kunnen ook aan de basis staan voor nieuwe genen, zoals de antivries-eiwitten. De druk op het behoud van hemoglobine is verlaagd geweest door de aanwezigheid van zuurstofrijk water, waardoor eventuele inserties van transposons in de genen voor hemoglobine getolereerd werden. Dit heeft geleid tot de diversificatie in ijsvissen (Krokodilijsvissen), die gekenmerkt worden door "wit bloed" waarin de genen voor hemoglobine zodanig gemuteerd zijn dat de vissen ademen zonder hemoglobine en rode bloedlichaampjes.